# Смол
Смол или Смољ (Микро Дасос) је насељено место у општини Пеонија у периферији Средишња Македонија, Грчка. Према попису из 2021. године било је 250 становника.
Према бугарском географу и историчару, Василу Канчову, у Смолу је 1900. године живело 160 Словена хришћана. Село је настрадало за време Другог балканског рата када га је становништво напустило. Део избеглица се настанио у Струмици, Ђевђелији, а други у Бугарској. Пописом из 1913. село је имало само 21 становника. На њихово место су насељене грчке избеглице из Турске, као и 1924. године. На попису из 1928. године Смол је имао 395 становника.